# Flávio Ferreira
Flávio Nunes Ferreira (ur. 19 października 1991 w Oliveira do Hospital) – portugalski piłkarz występujący na pozycji obrońcy.